# アレクサンダー・ケーニッヒ
アレクサンダー・ケーニッヒ（Alexander König、1966年8月23日 - ）は、旧東ドイツザクセン州アイレンブルク生まれの男性フィギュアスケート選手で現在は国際スケート連盟公認のフィギュアスケート技術審判員。1988年カルガリーオリンピックから1994年リレハンメルオリンピックまで3大会連続ペア東ドイツおよびドイツ代表。パートナーはペギー・シュヴァルツ。

## 経歴
旧東ドイツのザクセン州アイレンブルクに生まれ、6歳のころにスケートを始めた。当初は男子シングル選手として活動し、1981-1982年シーズンの世界ジュニア選手権で銅メダルを獲得。のちにペギー・シュヴァルツと組みペアに転向。1987-1988年シーズンの東ドイツ選手権で優勝。1988年欧州選手権では初出場で3位、東ドイツ代表として出場したカルガリーオリンピックでは7位となった。
東西ドイツ統一後の1991-1992年シーズンのドイツ選手権で優勝。1992年アルベールビルオリンピックではドイツ代表として出場し7位。3度目のオリンピックとなった1994年リレハンメルオリンピックでも7位となったが、同シーズンをもってペギー・シュヴァルツとのペアを解散し引退。
現在は国際スケート連盟公認の技術審判員として活動している。

## 主な戦績

### ペア
- パートナーはペギー・シュヴァルツ。

| 大会/年      | 1987-88 | 1988-89 | 1989-90 | 1990-91 | 1991-92 | 1992-93 | 1993-94 |
| ------------ | ------- | ------- | ------- | ------- | ------- | ------- | ------- |
| オリンピック | 7       |         |         |         | 7       |         | 7       |
| 世界選手権   |         | 4       | 10      | 7       | 6       | 12      | 9       |
| 欧州選手権   | 3       |         | 4       |         | 5       | 5       | 7       |
| ドイツ選手権 |         |         |         | 2       | 1       | 棄権    | 2       |
| NHK杯        |         |         |         | 7       |         |         |         |

### 男子シングル
| 大会/年        | 1980-81 | 1981-82 | 1982-83 | 1983-84 |
| -------------- | ------- | ------- | ------- | ------- |
| 欧州選手権     |         | 棄権    |         |         |
| 世界Jr.選手権  |         | 3       |         |         |
| 東ドイツ選手権 | 3       |         | 3       | 2       |